# Diplazium horridum
Diplazium horridum là một loài dương xỉ trong họ Athyriaceae. Loài này được Kunze mô tả khoa học đầu tiên năm 1837.
Danh pháp khoa học của loài này chưa được làm sáng tỏ. 